# Матуш Чак Тренчанський
Матуш Чак прозваний Тренчанський (словац. Matúš Čák Trenčiansky, угор. Csák Máté; 1252 — 18 березня 1321) — угорський шляхтич та воєвода, свого часу найміцніший магнат Угорського королівства на теренах сучасної західної та центральної Словаччини в період феодальної роздрібленості, в літературі прозваний як «Пан Вагу і Татр» (словац. pán Váhu a Tatier).

## Біографія
Його рід Чак походив з міста Естерґом, в околицях якого жили також слов'яни, однак він не вважався словаком, а належав до так званого «народу угорського», як і всі шляхтичі. Рід був власником цілого ряду доменів на території сучасної Словаччини, передусім в околиці Тренчина.
1278 року командував угорською легкою кіннотою у війську австрійського цісаря Рудольфа І у битві на Моравському полі проти чеського короля Пржемисла Отакара II. 1291 року командував військом угорського короля Андрія III, яке здобуло Братиславу у Генріха з Кишеку. Як нагороду отримав посаду братиславського жупана та «керуючого королівською стайнею» (словац. správca kráľovských stajní). Пізніше перестав симпатизувати політиці Андрія III, на протест проти того зрікся посади і пішов у свої володіння, центром яких з 1296 був Тренчин. Король Андрій III намагався відібрати його маєтки та підкорити його, і вислав проти нього виправу, але безуспішно. З цього часу Матуш Чак вів таку політику, яка слідкувала його особисті цілі, для чого використовував всі доступні методи, які йому дозволяло тодішнє політичне безвладдя. Після смерті Андрія III підтримував кандидатуру чеського короля Вацлава III, при чому допомагав перемогти його суперника Карла Роберта. За те йому 1 січня 1302 року Вацлав III, в Угорщині скоріше відомий як Ладислав V, надав цілий Тренчинський і Нітранський комітат, якими він володів аж до смерті. Однак вже наступного року перейшов разом з родом Абів на сторону свого недавнього противника Карла Роберта.
З 1304 виступав як самостійний володар і перестав підтримувати Карла Роберта. 1310 року був призначений на посаду таверника (високого чиновника, аналог скарбника) і одного з 3 палатинів королівства, чиїй владі підпадала саме територія «Верхньої Угорщини». У 1311—1312 роках, перебуваючи на вершині своїх сил, володів або контролював 14 жуп (комітатів) і був власником більш ніж 50—ти фортець—доменів. Його вплив сягав аж по Спиш, заволодів Зволенською жупою та багатьма доменами. В Задунав'ї йому належала фортеця Вишеград (угор. Visegrád). Завдяки своїй необмеженій владі в призначених частинах країни почав забирати маєтки своїм противникам. З огляду на те, що так чинив і з церковними маєтками, у 1311 р. був офіційно звільнений з посад. Але король не мав можливість збавити його реальної влади. Матуш Чак заснував у Тренчинській фортеці власний двір на кшталт королівського, причому надалі виступав як незалежний володар. Його палатином був до 1318 Феліціян Зах. 
Після битви біля Розгановців 15 червня 1312 року, коли його війська прийшли на місце битви запізно на те, щоб втрутитися в бій, сам стягнувся у свої володіння. 1314 року вдерся на Моравію як союзник австрійського воєводи Фрідріха Габсбурзького і біля фортеці Голіч відбив напад війська Яна Люксембурзького.  
У 1318 помер його єдиний син Матуш, і тому на місце свого заступника вибрав Штефана Чеха з роду Штернбергів, свого родича, через якого маєтки були його володіння сполучені з Моравією. Карл Роберт з допомогою магістра Донча забрав частину володінь Матуша. Повстав проти нього навіть нітранський єпископ, який проголосив на нього анафему. Однак Матуш Чак необмежено і незалежно управляв своїми маєтками у Нітранській, Братиславській та Тренчинській жупах аж до своєї смерті 18 березня 1321 року. Про його видатність свідчить факт, що навіть у 15 ст. частину західньої Словаччини традиційно називали «Матушова земля».

## Міфи та легенди про Матуша Чака

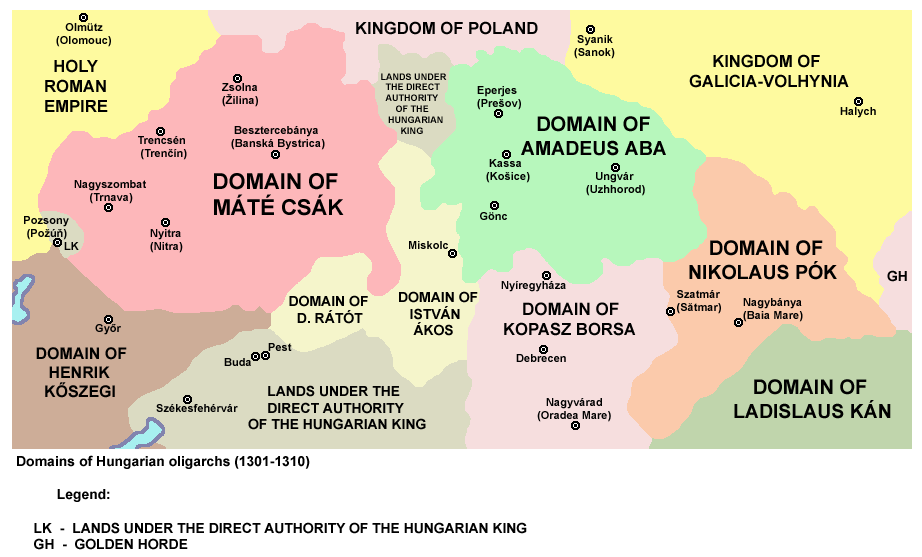

Матуш Чак належить до легендарних постатей словацької історії та літератури. Для багато поколінь словацьких народно—освітніх діячів він став романтичним героєм, який боровся з угорською владою, і «Матушева земля» стала якимсь прототипом словацького князівства, яке зіграло не абияку роль при процесі словацького національного усвідомлення. В цьому дусі був зображений як носій національної ідеї, яка показувала Словаччину як рівноправну одиницю та словаків як націю в багатонаціональній Угорській державі. Проте з одного боку його діяльність дозволила населенню «Верхньої Угорщини» довший час жити незалежно від угорського короля, що створило передумови для усвідомлення своєї етнічної особливості тамтешнього, передусім словацького населення. З другого боку, його агресивна феодальна діяльність типова для доби феодальних заворушень гальмувала розвиток господарства й суспільства, і разом з безперервними війнами децимувала й ожебрачувала населення.
Старша словацька історіографія вже з часів генерації Людовита Штура прославляла Матуша Чака як словацького національного магната. Однак його місце народження невідоме, правдоподібно народився у Тренчині. Рід Чак є угорського походження. Батько Матуша Петер і його вуйко були лицарями королів Стефана та Ладислава. Обоє обіймали високі придворні посади. По них Матуш успадкував маєтки розпорошені по цілій території Словаччини. Інші маєтки здобув сам. Був типом агресивного феодала, воїна—лицаря а також хитрого дипломата. Його родинні зв'язки з моравською шляхтою ініціювали зв'язки Словаччини із сусідньою Моравією. Але навіть в часі апогею його володіння не розповсюджувались по всіх словацьких етнічних землях, бо східна Словаччина була доменом іншого впливового роду — Абів.